# Île Blake
L'île Blake est une île de l'État de Washington dans le Puget Sound (Comté de Kitsap), aux États-Unis. Elle abrite le Washington State Park System (en).

## Description
Elle se situe au nord de Vashon Island, au sud de l'île de Bainbridge et à l'est de Manchester. Au nord-est de l'île se trouve le village indien de Tillicum Village (en).
Elle s'étend sur plus de 2,2 km de longueur pour une largeur d'environ 1,6 km. Elle est aménagée pour le camping et les randonnées. 

## Histoire
Elle est fréquentée par les Suquamish dès le XVIIIe siècle et serait le lieu de naissance, selon la légende, du chef amérindien Seattle vers 1786. George Vancouver note l'île en 1792 sur la carte qu'il dresse du Puget Sound mais ne la nomme pas. C'est Charles Wilkes en 1841 qui lui donne son nom lors de l'United States Exploring Expedition en l'honneur de l'officier George Smith Blake. Elle était alors connue comme île Smuggler.
Exploitée pour son bois au XIXe siècle, elle sert de refuge pour les contrebandiers au cours de la Prohibition.
William Pitt Trimble, un millionnaire de Seattle, achète l'île de Blake et l'a renomme Trimble Island. En 1917, il y vit avec sa famille dans un magnifique domaine. C'est dans ce domaine que Camp Fire organise son premier campement en 1920 avant de s'installer l'été suivant sur Vashon Island.
La famille Trimble quitte l'île en 1929 au moment du décès accidentel de l'épouse de William Trimble, Cassandra. Elle est vendue en 1936 à une société d'investissement.
Pendant la Seconde Guerre mondiale, une unité de l'artillerie côtière de l'armée américaine s'établit dans le manoir des Trimble qui est ravagé à cette époque-là par un incendie. Il n'en reste plus de nos jours que les fondations.
En 1959, l'état de Washington fait de l'île un parc d'État. Bill Clinton en 1993, y invite les dirigeants de la Coopération économique pour l'Asie-Pacifique pour y tenir leur première réunion.